# Alfred Meyer
Alfred Meyer, född 5 oktober 1891 i Göttingen, död 11 april 1945 i Hessisch Oldendorf, var en tysk nazistisk politiker och Obergruppenführer i Sturmabteilung (SA). Han begick självmord 1945.

## Biografi
Meyer utsågs 1931 till Gauleiter i Gau Westfalen-Nord. Från 1933 var han därtill riksståthållare i Lippe och Schaumburg-Lippe. 

### Andra världskriget
Den 22 juni 1941 inleddes Operation Barbarossa, Tysklands anfall på den tidigare bundsförvanten Sovjetunionen. Kort därefter inrättades Riksministeriet för de ockuperade östområdena med Alfred Rosenberg som chef. Meyer utnämndes till statssekreterare och Rosenbergs ställföreträdare. 
Den 7 december 1941 anföll Japan Pearl Harbor, basen för USA:s stillahavsflotta och andra världskriget blev en global konflikt. Den 11 december förklarade Adolf Hitler i Tysklands namn krig mot USA. Dagen därpå samlade han omkring femtio Reichsleiter och Gauleiter i sin privata våning i Rikskansliet. Vid detta möte talade Hitler bland annat om det som har blivit känt som den slutgiltiga lösningen av judefrågan. En av de närvarande var Meyer.
Meyer deltog i Wannseekonferensen 1942 som Rosenbergs representant och kom att delta i Nazitysklands förintelsepolitik i Sovjetunionen och Baltikum. 
Alfred Meyer begick självmord i Hessisch Oldendorf den 11 april 1945.

## Utmärkelser i urval
- Järnkorset av andra klassen: december 1914
- Järnkorset av första klassen: december 1915
- Såradmärket: cirka 1918
- Ärekorset: cirka 1934
- NSDAP:s partitecken i guld
- NSDAP:s tjänsteutmärkelse i brons
- NSDAP:s tjänsteutmärkelse i silver
- Stormästare av Oranien-Nassauorden: 28 januari 1939

## Populärkultur
I filmen Konspirationen från 2001 gestaltas Alfred Meyer av Brian Pettifer.